# Jidian
Jidian (kinesiska: 集店, 集店乡) är en socken i Kina. Den ligger i provinsen Shanxi, i den norra delen av landet, omkring 200 kilometer söder om provinshuvudstaden Taiyuan. Antalet invånare är 24 889. Befolkningen består av 12 261 kvinnor och 12 628 män. Barn under 15 år utgör 20,0 %, vuxna 15-64 år 72 %, och äldre över 65 år 7,0 %.
Genomsnittlig årsnederbörd är 707 millimeter. Den regnigaste månaden är juli, med i genomsnitt 229 mm nederbörd, och den torraste är december, med 5 mm nederbörd.